# Charles-Albert-Joseph Lecomte

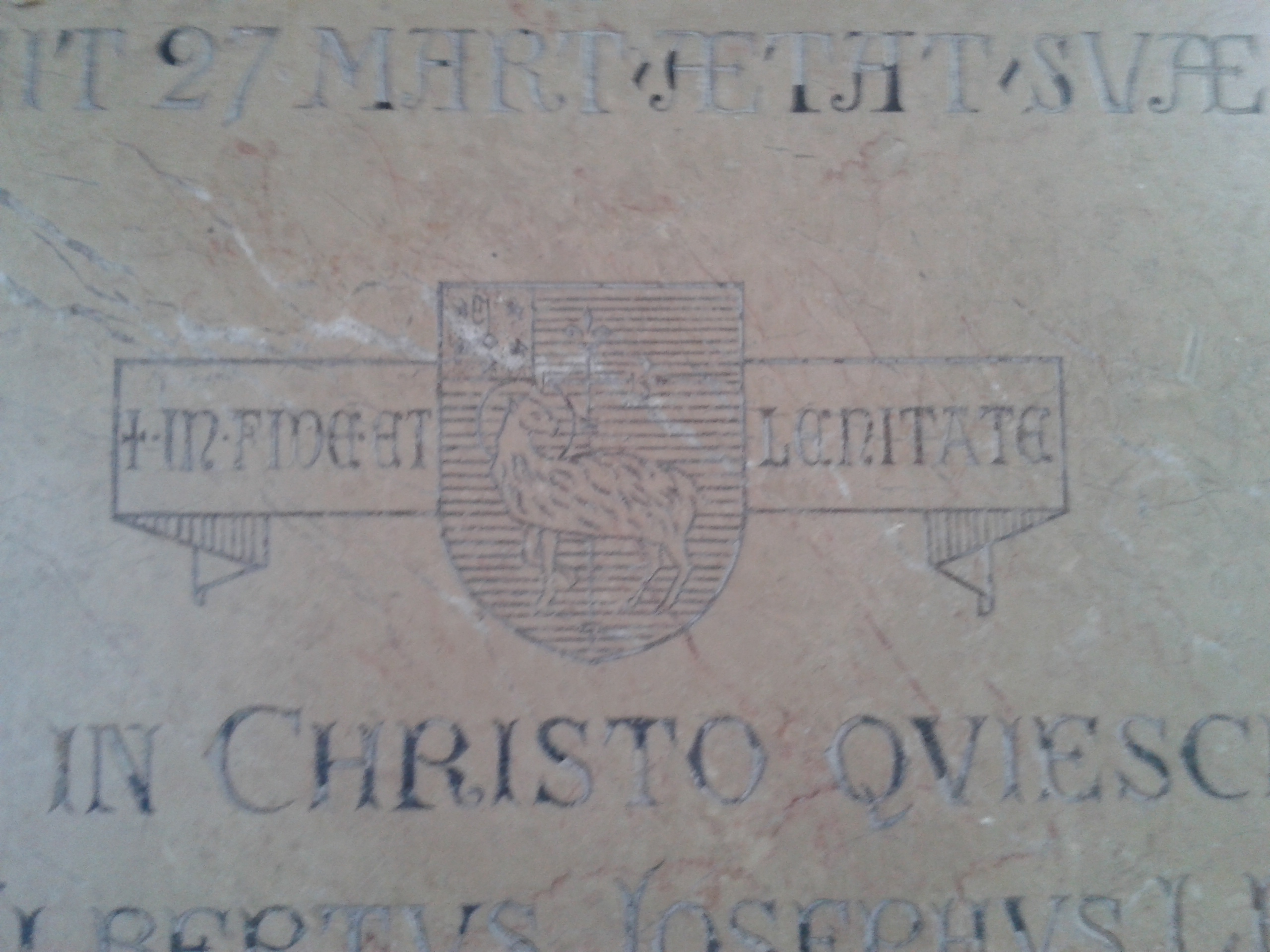
Stemma del vescovo sul monumento funebre nella cattedrale di Amiens

Charles-Albert-Joseph Lecomte (Comines, 22 luglio 1867 – 17 agosto 1934) è stato un vescovo cattolico francese.

## Biografia
FU ordinato sacerdote il 19 maggio 1894 nella diocesi di Cambrai e il 25 ottobre 1913 si incardinò come sacerdote nella diocesi di Lilla.

### Ministero episcopale
Il 10 marzo 1921 papa Benedetto XV lo nominò vescovo di Amiens.
Il 17 maggio 1921 ricevette la consacrazione episcopale dalle mani del vescovo Héctor Raphaël Quilliet (divenuto in seguito arcivescovo), co-consacranti l'arcivescovo di Chersoneso di Zechia Alexis-Armand Charost e l'arcivescovo di Rouen Pierre-Florent-André du Bois de la Villerabel.
Il 24 aprile 1924 ordinò sacerdote Antonin-Fernand Drapier, che in seguito divenne arcivescovo e nunzio apostolico.
Morì il 17 agosto 1934 e fu sepolto nella Cattedrale di Amiens.

## Genealogia episcopale e successione apostolica
La genealogia episcopale è:
- Cardinale Scipione Rebiba
- Cardinale Giulio Antonio Santori
- Cardinale Girolamo Bernerio, O.P.
- Arcivescovo Galeazzo Sanvitale
- Cardinale Ludovico Ludovisi
- Cardinale Luigi Caetani
- Cardinale Ulderico Carpegna
- Cardinale Paluzzo Paluzzi Altieri degli Albertoni
- Papa Benedetto XIII
- Papa Benedetto XIV
- Papa Clemente XIII
- Cardinale Marcantonio Colonna
- Cardinale Giacinto Sigismondo Gerdil, B.
- Cardinale Giulio Maria della Somaglia
- Cardinale Carlo Odescalchi, S.I.
- Vescovo Eugène de Mazenod, O.M.I.
- Cardinale Joseph Hippolyte Guibert, O.M.I.
- Cardinale François-Marie-Benjamin Richard de la Vergne
- Vescovo Marie-Prosper-Adolphe de Bonfils
- Cardinale Louis-Ernest Dubois
- Arcivescovo Jean-Arthur Chollet
- Arcivescovo Héctor Raphaël Quilliet
- Vescovo Charles-Albert-Joseph Lecomte

La successione apostolica è:
- Cardinale Achille Liénart (1928)
- Arcivescovo Frédéric Edouard Camille Lamy (1932)